# Svetel
Svetel je priimek več znanih Slovencev:
- Alenka Svetel (1924—1991?), gledališka igralka in alpinistka
- Ana Svetel (*1990), pesnica, pisateljica kratke proze
- Borivoj Svetel (1926—1992), operni/gledališki režiser in libretist
- Heribert Svetel (1895—1962), skladatelj in dirigent
- Karel Svetel (1893—1989), dr. prava?
- Matej Svetel (1934—2009), pravnik, sodnik, publicist